# Niumi
Niumi (Portugees: Barra, Bara of Bar) was een klein historisch rijk, gelegen in het huidige West-Afrikaanse land Gambia, aan de monding van de rivier de Gambia. Het koninkrijk werd in 1897 een formeel onderdeel van de Britse Kolonie en Protectoraat Gambia en vormt nu de districten Upper Niumi en Lower Niumi van de divisie North Bank in Gambia.
Het land grenst ten zuiden aan de rivier de Gambia, ten westen aan de Atlantische Oceaan, ten noorden aan het rijk Saloum en ten oosten aan het rijk Jokadu. Later grensde het ook aan het rijk Baddibu. Het land is vlak en vruchtbaar en in de kuststreken begroeid met mangrovebossen. 

## Geschiedenis
Aan het einde van de 19e eeuw werd het inwonertal op 200.000 geschat.    De inwoners behoren overwegend tot de etnische groepen van de Mandinka en de Wolof. Bij hen heeft de bij de oprukkende Fulbe vertegenwoordigde islam weinig invloed gehad op de oude inheemse godsdienst. 
De inwoners van Niumi dreven handel in goudstaven en ivoor, die in de Franse havenplaats Albreda uitgevoerd werden. De Schotse ontdekkingsreiziger Mungo Park vermeld dat veel inwoners met kano's de Gambia opvoeren om in het binnenland zout te verhandelen. Daarvandaan namen ze waren als mais, katoen, ivoor en goud mee terug. Het grote aantal handelslieden en kano's maakte de koning van Niumi meer geducht voor de Europeanen dan enig ander vorst of opperhoofd langs de rivier. Ook moesten alle buitenlandse handelaars die met hun schepen aankwamen in Jillifri invoerrechten betalen, die bestond uit bijna 20 pond sterling, voor zowel grote als kleine schepen. Deze rechten werden geheven door de alkaid of gouverneur van Jillifri, die deze persoonlijk kwam inzamelen bij de buitenlandse kooplieden, waarbij hij vergezeld was van een groot aantal bedienden.
De kuststrook en een deel van het land langs de Gambia, de zogenaamde Ceded Mile, werd door de Britten overgenomen van het rijk. De belangrijkste stad is Barra, dicht in de buurt van de plaats Essau. Hier bevond zich de residentie van de koning van Niumi. 